# Élections en Grèce
La Grèce est une république parlementaire dont les institutions politiques sont régies par la Constitution (Σύνταγμα) de 1975.
Cinq types d'élections ont lieu en Grèce :
- les élections européennes ;
- les élections législatives ;
- l'élection présidentielle ;
- les élections régionales ;
- les élections municipales.

## Élections européennes

### Modalités du scrutin
Les élections européennes sont les élections des députés au Parlement européen. Elles sont régies par l'article 14 du Traité sur l'Union européenne.
Les députés européens sont élus au suffrage universel direct pour un mandat de cinq ans. Les élections européennes ont eu lieu pour la première fois en 1981, année de l'adhésion de la Grèce aux Communautés européennes. Le nombre de sièges à pourvoir est variable ; il est fixé pour chaque législature par une décision conjointe du Parlement européen et du Conseil des ministres. Les citoyens grecs et les citoyens d'un autre État membre de l’Union européenne résidant en Grèce, âgés de dix-huit ans révolus, ont le droit de vote. Le mode de scrutin est proportionnel. Le territoire de la Grèce est une circonscription unique.

### Résultats
| Parti | Parti     | 1981 | 1984 | 1989 | 1994 | 1999 | 2004 | 2009 | 2014 | 2019 |
| ----- | --------- | ---- | ---- | ---- | ---- | ---- | ---- | ---- | ---- | ---- |
|       | PASOK     | 10   | 10   | 9    | 10   | 9    | 8    | 8    | 2    | 2    |
|       | ND        | 8    | 9    | 10   | 9    | 9    | 11   | 8    | 5    | 8    |
|       | KKE       | 3    | 3    | -    | 2    | 3    | 3    | 2    | 2    | 2    |
|       | KKE-E     | 1    | 1    | -    | -    | -    | -    | -    | -    | -    |
|       | KODISO    | 1    | -    | -    | -    | -    | -    | -    | -    | -    |
|       | KP        | 1    | -    | -    | -    | -    | -    | -    | -    | -    |
|       | EPEN      | -    | 1    | -    | -    | -    | -    | -    | -    | -    |
|       | SYN       | -    | -    | 4    | 2    | 2    | 1    | -    | -    | -    |
|       | DIANA     | -    | -    | 1    | -    | -    | -    | -    | -    | -    |
|       | POLAN     | -    | -    | -    | 2    | -    | -    | -    | -    | -    |
|       | DIKKI     | -    | -    | -    | -    | 2    | -    | -    | -    | -    |
|       | LAOS      | -    | -    | -    | -    | -    | 1    | 2    | -    | -    |
|       | SYRIZA    | -    | -    | -    | -    | -    | -    | 1    | 6    | 6    |
|       | OP        | -    | -    | -    | -    | -    | -    | 1    | -    | -    |
|       | XA        | -    | -    | -    | -    | -    | -    | -    | 3    | 2    |
|       | To Potámi | -    | -    | -    | -    | -    | -    | -    | 2    | -    |
|       | ANEL      | -    | -    | -    | -    | -    | -    | -    | 1    | -    |
|       | EL        | -    | -    | -    | -    | -    | -    | -    | -    | 1    |
| Total | Total     | 24   | 24   | 24   | 25   | 25   | 24   | 22   | 21   | 21   |

## Élections législatives

### Modalités du scrutin
Les élections législatives sont les élections des députés au Parlement hellénique, qui est le Parlement unicaméral de la Grèce. Elles sont régies par les articles 51 à 58 de la Constitution de la Grèce.
Le Parlement hellénique est composé de 300 députés élus au suffrage universel direct pour un mandat de quatre ans. Ont le droit de vote tous les citoyens grecs âgés de dix-huit ans révolus ; sont éligibles tous les citoyens grecs âgés de vingt-cinq ans révolus. Le vote est obligatoire. Le mode de scrutin est proportionnel. Le territoire de la Grèce est divisé en 56 circonscriptions.

### Résultats depuis 1974
| Parti | Parti     | 1974       | 1977       | 1981       | 1985       | 06/1989    | 11/1989    | 1990       | 1993       | 1996       | 2000       | 2004       | 2007       | 2009       | 05/2012    | 06/2012    | 01/2015    | 09/2015    | 2019       |
| ----- | --------- | ---------- | ---------- | ---------- | ---------- | ---------- | ---------- | ---------- | ---------- | ---------- | ---------- | ---------- | ---------- | ---------- | ---------- | ---------- | ---------- | ---------- | ---------- |
|       | ND        | 220        | 171        | 115        | 126        | 145        | 148        | 150        | 111        | 108        | 125        | 165        | 152        | 91         | 108        | 129        | 76         | 75         | 158        |
|       | EK-ND     | 60         | -          | -          | -          | -          | -          | -          | -          | -          | -          | -          | -          | -          | -          | -          | -          | -          | -          |
|       | PASOK     | 12         | 93         | 172        | 161        | 125        | 128        | 123        | 170        | 162        | 158        | 117        | 102        | 160        | 41         | 33         | 13         | 16         | 22         |
|       | EA        | 8          | -          | -          | -          | -          | -          | -          | -          | -          | -          | -          | -          | -          | -          | -          | -          | -          | -          |
|       | EDIK      | -          | 16         | -          | -          | -          | -          | -          | -          | -          | -          | -          | -          | -          | -          | -          | -          | -          | -          |
|       | KKE       | -          | 11         | 13         | 12         | -          | -          | -          | 9          | 11         | 11         | 12         | 22         | 21         | 26         | 12         | 15         | 15         | 15         |
|       | EP        | -          | 5          | -          | -          | -          | -          | -          | -          | -          | -          | -          | -          | -          | -          | -          | -          | -          | -          |
|       | SYN       | -          | -          | -          | -          | 28         | 21         | 19         | -          | 10         | 6          | -          | -          | -          | -          | -          | -          | -          | -          |
|       | POLAN     | -          | -          | -          | -          | -          | -          | -          | 10         | -          | -          | -          | -          | -          | -          | -          | -          | -          | -          |
|       | DIKKI     | -          | -          | -          | -          | -          | -          | -          | -          | 9          | -          | -          | -          | -          | -          | -          | -          | -          | -          |
|       | SYRIZA    | -          | -          | -          | -          | -          | -          | -          | -          | -          | -          | 6          | 14         | 13         | 52         | 71         | 149        | 145        | 86         |
|       | LAOS      | -          | -          | -          | -          | -          | -          | -          | -          | -          | -          | -          | 10         | 15         | -          | -          | -          | -          | -          |
|       | ANEL      | -          | -          | -          | -          | -          | -          | -          | -          | -          | -          | -          | -          | -          | 33         | 20         | 13         | 10         | -          |
|       | XA        | -          | -          | -          | -          | -          | -          | -          | -          | -          | -          | -          | -          | -          | 21         | 18         | 17         | 18         | -          |
|       | DIMAR     | -          | -          | -          | -          | -          | -          | -          | -          | -          | -          | -          | -          | -          | 19         | 17         | -          | 1          | -          |
|       | To Potámi | -          | -          | -          | -          | -          | -          | -          | -          | -          | -          | -          | -          | -          | -          | -          | 17         | 11         | -          |
|       | EK        | -          | -          | -          | -          | -          | -          | -          | -          | -          | -          | -          | -          | -          | -          | -          | -          | 9          | -          |
|       | EL        | -          | -          | -          | -          | -          | -          | -          | -          | -          | -          | -          | -          | -          | -          | -          | -          | -          | 10         |
|       | MeRA25    | -          | -          | -          | -          | -          | -          | -          | -          | -          | -          | -          | -          | -          | -          | -          | -          | -          | 9          |
|       | Autres    | -          | 4          | -          | 1          | 2          | 3          | 8          | -          | -          | -          | -          | -          | -          | -          | -          | -          | -          | -          |
| Total | Total     | 300 sièges | 300 sièges | 300 sièges | 300 sièges | 300 sièges | 300 sièges | 300 sièges | 300 sièges | 300 sièges | 300 sièges | 300 sièges | 300 sièges | 300 sièges | 300 sièges | 300 sièges | 300 sièges | 300 sièges | 300 sièges |

## Élection présidentielle

### Modalités du scrutin
L'élection présidentielle est l’élection du Président de la République. Elle est régie par les articles 30 à 32 de la Constitution de la Grèce.
Le Président de la République est élu au suffrage universel indirect pour un mandat de cinq ans. Il est rééligible une seule fois. Sont éligibles les citoyens ayant la nationalité grecque depuis au moins cinq ans, dont le père ou la mère est de nationalité grecque, et âgés de quarante ans révolus. Le Président est élu par le Parlement hellénique. Le candidat qui obtient les deux tiers des suffrages est élu. Si aucun candidat n’est élu au premier tour, un deuxième tour est organisé dans les mêmes conditions. Si aucun candidat n’est élu au deuxième tour, un troisième tour est organisé et le candidat qui obtient les trois cinquièmes des suffrages est élu. Si aucun candidat n’est élu à l’issue des trois tours de scrutin, le Parlement hellénique est dissous.

## Élections régionales

### Modalités du scrutin
Les élections régionales sont les élections des députés des conseils régionaux (περιφερειακό συμβούλιο periferaikó symvoúlio) dans les 13 périphéries ou régions de la Grèce depuis 2010. Auparavant, elles désignaient les élections des conseillers dans les 54 nomes ou départements. Les élections régionales sont régies par le programme Callicratès qui définit le nouveau découpage administratif de la Grèce.
Les conseillers régionaux sont élus au suffrage universel direct pour un mandat de cinq ans. Au premier tour, une partie des sièges est attribuée de manière proportionnelle. Si aucun candidat n’obtient la majorité absolue des suffrages exprimés, un second tour est organisé auquel participe les deux candidats ayant obtenu le plus de voix, à l’issue duquel les sièges restants sont attribués. Les périphéries sont divisées en circonscriptions. Les élections régionales ont lieu en même temps que les élections municipales.

## Élections municipales

### Modalités du scrutin
Les élections municipales sont les élections des conseillers municipaux dans les 325 dèmes ou communes de Grèce. Elles sont régies depuis 2010 par le programme Callicratès qui définit le nouveau découpage administratif de la Grèce.
Les conseillers municipaux sont élus au suffrage universel direct pour un mandat de cinq ans. Sont électeurs et éligibles les citoyens grecs, les ressortissants d'un autre État membre de l’Union européenne, et les autres citoyens étrangers résidant de façon permanente en Grèce. Au premier tour, une partie des sièges est attribuée de manière proportionnelle. Si aucun candidat n’obtient la majorité absolue des suffrages exprimés, un second tour est organisé auquel participent les deux candidats ayant obtenu le plus de voix, à l’issue duquel les sièges restants sont attribués. Les périphéries sont divisées en circonscriptions. Les élections municipales ont lieu en même temps que les élections régionales.

### Historique
- Élections municipales grecques de 2002
- Élections municipales grecques de 2006
- Élections municipales grecques de 2010
- Élections municipales grecques de 2014

## Référendum
La constitution prévoit deux cas de référendum :
- les projets de loi adoptés par la Chambre des députés
- des questions nationales cruciales[11].